# Masakra w dolinie Wyoming

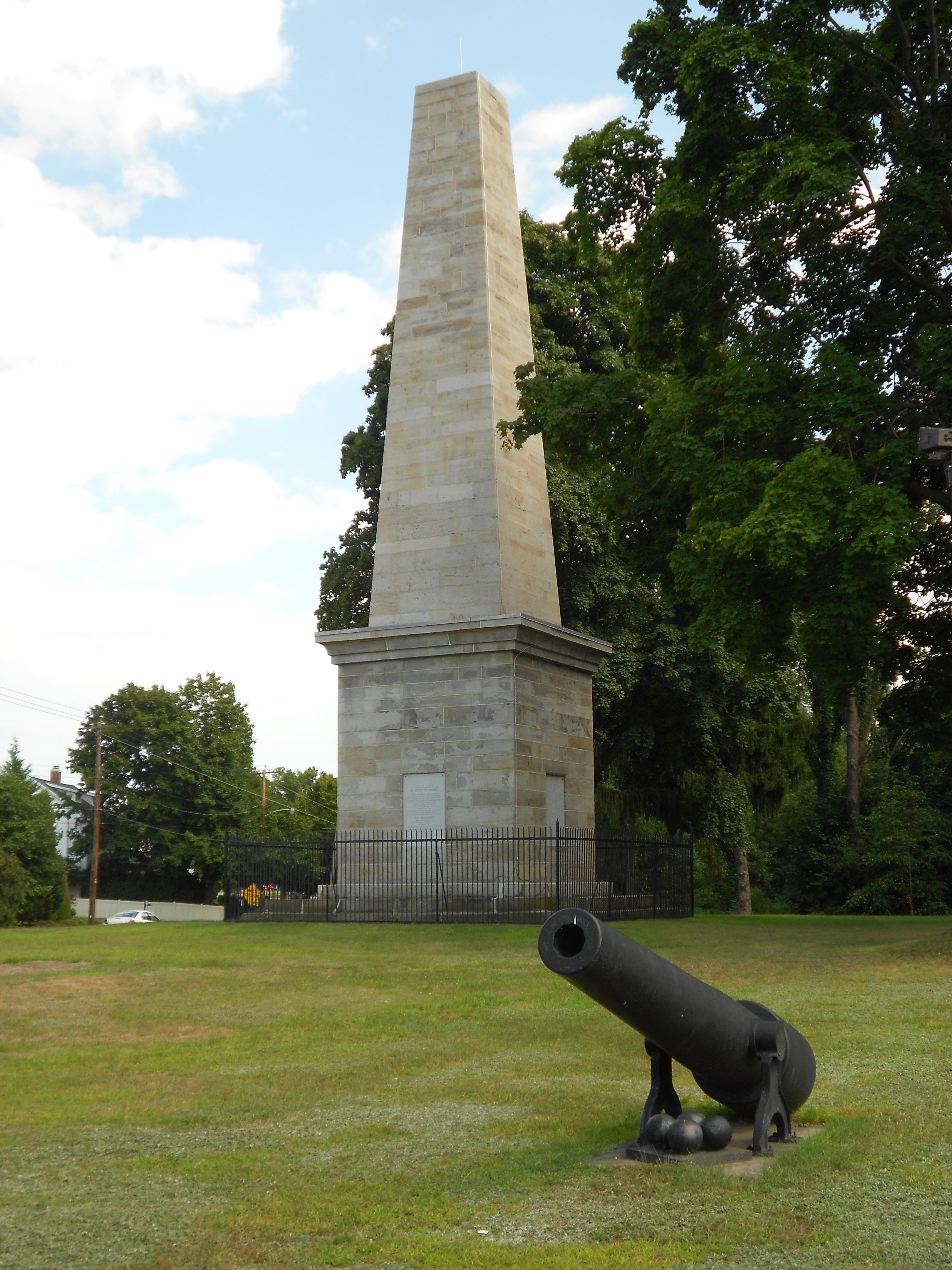
Wyoming Monument

Bitwa w dolinie Wyoming (także Masakra w dolinie Wyoming) – bitwa wojny o niepodległość Stanów Zjednoczonych, pomiędzy amerykańskimi milicjantami a lojalistami i wspierającymi ich Irokezami. Starcie to miało miejsce w dolinie Wyoming (obecnie w stanie Pensylwania) 3 lipca 1778. W samej bitwie zginęło ponad 300 patriotów, a ci którzy uciekli, zostali złapani i zabici. Źródła podają, że od 30 do 40 jeńców zostało zamęczonych na śmierć.

## Przed bitwą
W 1777, po tym jak armia brytyjska poddała się pod Saratogą w regionie zwanym Upstate New York, przebywający w tym rejonie lojaliści i sprzymierzeni z nimi Irokezi zaczęli stosować taktykę wojny podjazdowej. Napadali siedziby patriotów a także sprzymierzonych z nimi Indian. Swoją bazę wypadową mieli w Forcie Niagara i stamtąd wypuszczali się na wypady prowadzeni przez swoich dowódców: majora Johna Butlera, kapitana i wodza Mohawków Josepha Branta oraz wodza Seneków Cornplantera.

## Bitwa
Bitwa w dolinie Wyoming odbyła się, gdy rangerzy prowadzeni przez Butlera oraz oddział Indian Kajugów i Seneka dowodzony przez Cornplantera przeprowadzili niespodziewany atak na 360 obrońców z Fortu Forty niedaleko rzeki Susquehanna (w pobliżu dzisiejszego Wilkes-Barre). Patrioci zostali praktycznie całkowicie zniszczeni i spalono także około 1000 domów.
Po bitwie część lojalistów i Irokezów zaczęli znęcać się i zabijać więźniów oraz uciekających osadników. Wszyscy Amerykanie, którzy zostali złapani w czasie walki, zostali zabici. Butler w swoim raporcie napisał, że zdjęto 227 skalpów. Twierdził także, że żaden cywil nie zginął, mimo iż istniało wiele dowodów przeciwko takim twierdzeniom.
Świadectwa ocalałych wskazują, że bitwa trwała około 45 minut. Przegrupowanie oddziałów niedoświadczonej w boju milicji patriotów przerodziło się w paniczną ucieczkę, a wojsko lojalistów oraz Irokezi rozpoczęli rzeź ocalałych, która trwała do późnych godzin nocnych. 
Świadkowie wspominali, że Butler nie był w stanie zapobiec rzezi, gdyż „mogłoby to doprowadzić do dezercji, a nawet do zwrócenia się żołnierzy przeciwko swojemu dowódcy”.

## Następstwa
Doniesienia o masakrze jeńców w dolinie Wyoming (oraz kolejnej w dolinie Cherry) rozwścieczyła amerykańską opinię publiczną, która zażądała zemsty. Latem 1779 wyruszyła ekspedycja Sullivana (zwana także ekspedycją Sullivana-Clintona), której zadaniem była pacyfikacja lojalistów oraz czterech plemion Irokezów. W Upstate New York zniszczono przynajmniej 40 wiosek Indian.

## Wspomnienie
Masakra została opisana przez szkockiego poetę Thomasa Campbella w 1809 w wierszu Gertrude of Wyoming. Ze względu na ogrom okrucieństwa, Campbell opisał wodza Mohawków, Josepha Branta, jako „potwora Branta”, chociaż ustalono, że wódz nie uczestniczył w zdarzeniu.
Stan Wyoming przystąpił do Unii w 1890 i swą nazwę otrzymał właśnie na cześć miejsca, w którym odbyła się masakra.
W hołdzie ofiar od 1878 przy Wyoming Monument odbywa się ceremonia organizowana przez Towarzystwo Pamięci Wyoming. Pierwszą taką ceremonię, w 100-lecie masakry, prowadził prezydent Rutherford Hayes. Na pomniku znajduje się 178 nazwisk rozpoznanych ofiar.